# Liste der Biografien/Joz
Liste der Biografien |
Portal Biografien |
Personensuche
# |
A |
B |
C |
D |
E |
F |
G |
H |
I |
J |
K |
L |
M |
N |
O |
P |
Q |
R |
S |
T |
U |
V |
W |
X |
Y |
Z |
?
 
Ja |
Jb |
Jd |
Je |
Jh |
Ji |
Jj |
Jl |
Jn |
Jm |
Jo |
Jp |
Jr |
Js |
Jt |
Ju |
Jv |
Jw |
Jy
 
Joa–Jog |
Joh |
Joi–Jom |
Jon |
Joo |
Jop |
Jor |
Jos |
Jot |
Jou |
Jov |
Jow |
Jox |
Joy |
Joz
Die Liste der Biografien führt alle Personen auf, die in der deutschsprachigen Wikipedia einen Artikel haben. Dieses ist eine Teilliste mit 30 Einträgen von Personen, deren Namen mit den Buchstaben „Joz“ beginnt.

## Joz

### Joza
- Jozadak, Vater des Hoherpriesters Jeschua
- Jozami, Betina (* 1988), argentinische Tennisspielerin

### Joze
- Jozef, Guerline, haitianische Menschenrechtsaktivistin
- Józefowicz, Katarzyna (* 1959), polnische Bildhauerin
- Józefowicz, Lucjan (1935–2023), polnischer Radrennfahrer
- Jozefowski, Linda (* 1982), Schweizer Jazzmusikerin (Flöte)
- Jozefzoon, Florian (* 1991), surinamisch-niederländischer Fußballspieler

### Jozi
- Jozić, Ante (* 1967), kroatischer Geistlicher, römisch-katholischer Erzbischof und Diplomat
- Jozić, Davor (* 1960), jugoslawischer Fußballspieler
- Jozic, François (* 1973), belgischer Unternehmer und Gründer der noa bank
- Jozić, Ivica (* 1969), jugoslawischer Fußballspieler
- Jozić, Mato (* 1960), bosnischer Politiker (HDZ BiH)
- Jozić, Mirko (* 1940), jugoslawischer Fußballtrainer
- Jozinović, Marko (1920–1994), Erzbischof von Sarajevo
- Jozinović, Robert (* 1979), australischer Schauspieler
- Jozipovic, Sandra (* 1982), deutsche Moderatorin

### Jozn
- Joznez (* 1994), deutscher Hip-Hop- und Pop-Produzent

### Jozs
- Józsa, Dezsőné (* 1918), ungarische Diskuswerferin
- Jozsa, Richard, australischer Mathematiker
- József, Attila (1905–1937), ungarischer LyrikerAttila József (1905–1937)

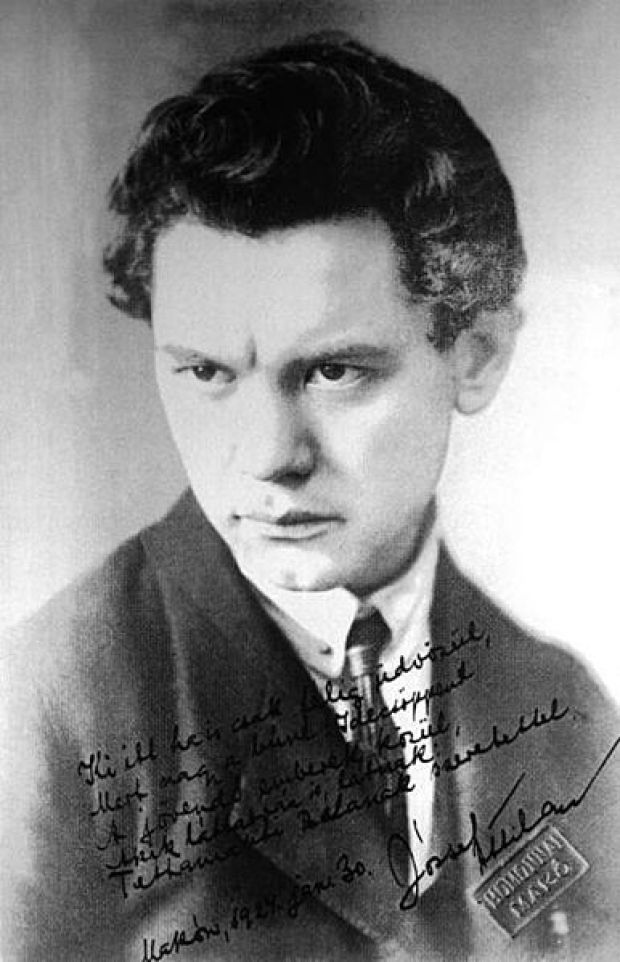
Attila József (1905–1937)

### Jozw
- Jóźwiak, Czesław (1919–1942), polnischer Widerstandskämpfer, Seliger
- Jóźwiak, Franciszek (1895–1966), polnischer Politiker, Mitglied des Sejm (PZPR), Minister
- Jóźwiak, Jerzy (1939–1982), polnischer Fußballspieler
- Jóźwiak, Kamil (* 1998), polnischer Fußballspieler
- Jóźwiak, Marek (* 1967), polnischer Fußballtorhüter
- Jóźwik, Jan (1952–2021), polnischer Eisschnellläufer
- Jóźwik, Joanna (* 1991), polnische Mittelstreckenläuferin
- Jóźwik, Krzysztof (* 1962), polnischer Ingenieur
- Jóźwik, Urszula (* 1947), polnische Sprinterin
- Józwowicz, Andrzej (* 1965), polnischer Geistlicher, römisch-katholischer Erzbischof und Diplomat des Heiligen Stuhls